# Société entomologique de France
La Société entomologique de France ("Sociedad entomológica de Francia"), se dedica al estudio de los  insectos. Fue fundada en 1832.
La sociedad fue creada por dieciocho entomólogos parisinos, el 31 de enero de 1832. Su primer presidente fue Pierre André Latreille (1762-1833), quien fue elegido unánimemente, y se estableció el principio de la sociedad de modo de contribuir al progreso y desarrollo de la entomología en todos sus aspectos. Su principal publicación es el Bulletin de la Société Entomologique de France y, por unos pocos años  L'Entomologiste, Revue d'Amateurs. La biblioteca contiene 15.000 volúmenes y 1.500 títulos de vieja y nueva literatura.